# Люк Росслер
Люк Росслер (англ. Luke Roessler; нар. 28 березня 2007, Ванкувер, Британська Колумбія, Канада) — канадський актор. Відомий за роллю Генрі Хардінга в серіалі Netflix «Мертвий для мене» та Діна в другій частині кіноадаптації роману «Воно» Стівена Кінґа.

## Фільмографія
| Рік       |    | Українська назва                                                 | Оригінальна назва                           | Роль              |
| --------- | -- | ---------------------------------------------------------------- | ------------------------------------------- | ----------------- |
| 2015      | с  | Пекло на колесах                                                 | Hell on Wheels                              | Вільям Боханнон   |
| 2015      | с  | Стріла                                                           | Arrow                                       | маленький хлопчик |
| 2015      | кф | Письменник побажань                                              | The Wish Writer                             | хлопчик           |
| 2015      | с  | Людина у високому замку                                          | The Man in the High Castle                  | Отто Вегенер      |
| 2015      | тф | Різдвяне перемир'я                                               | Christmas Truce                             | Філліп Браун      |
| 2015      | кф |                                                                  | Kindergarten Da Bin Ich Wieder              | Семмі             |
| 2016      | с  | Серцебиття                                                       | Heartbeat                                   | маленький хлопчик |
| 2016      | ф  | Зворотний відлік                                                 | Countdown                                   | Анатолій          |
| 2016      | с  | Мотив                                                            | Motive                                      | Оуен Блейн        |
| 2016      | с  | Мотель Бейтсів                                                   | Bates Motel                                 | молодий Норман    |
| 2016      | тф | Підписаний, Скріплений печаткою, Доставлений: Загублений без вас | Signed, Sealed, Delivered: Lost Without You | Ейден             |
| 2016      | кф | Робот                                                            | The Robot                                   | Том               |
| 2017      | кф | Сміттяр                                                          | Garbage Man                                 | хлопчик           |
| 2017      | тф | Поки ви зустрічалися                                             | While You Were Dating                       | Томмі             |
| 2017      | с  | Якось у казці                                                    | Once Upon a Time                            | молодий Девід     |
| 2017      | тф | Міс Різдво                                                       | Miss Christmas                              | Джоуї Макнар      |
| 2017      | с  | Супердівчина                                                     | Supergirl                                   | хлопчик           |
| 2018      | ф  | Дедпул 2                                                         | Deadpool 2                                  | хлопчик           |
| 2018      | тф | Погане насіння                                                   | The Bad Seed                                | Майло             |
| 2019      | с  | Рівердейл                                                        | Riverdale                                   | Джек              |
| 2017—2019 | с  | Легіон                                                           | Legion                                      | Девід Халлер      |
| 2019      | тф | Спадкоємці 3                                                     | Descendants 3                               | Пустун            |
| 2019      | ф  | Воно: Частина друга                                              | It Chapter Two                              | Дін               |
| 2019      | с  | Щеняча академія                                                  | Pup Academy                                 | Джордж            |
| 2019      | тф | Уявіть ідеальне Різдво                                           | Picture a Perfect Christmas                 | Трой Мерфі        |
| 2019—2020 | с  | Мертвий для мене                                                 | Dead to Me                                  | Генрі Хардінг     |